# Bayog
Bayog is een gemeente in de Filipijnse provincie Zamboanga del Sur op het eiland Mindanao. Bij de laatste census in 2007 had de gemeente bijna 29 duizend inwoners.

## Geografie

### Bestuurlijke indeling
Bayog is onderverdeeld in de volgende 28 barangays:
| - Baking - Balukbahan - Balumbunan - Bantal - Bubuan - Camp Blessing - Canoayan - Conacon - Dagum - Damit - Datagan - Depase - Depili - Depore | - Deporehan - Dimalinao - Kahayagan - Kanipaan - Lamare - Liba - Matin-ao - Matun-og - Pangi - Poblacion - Pulang Bato - Salawagan - Sigacad - Supon |

## Demografie
Bayog had bij de census van 2007 een inwoneraantal van 28.707 mensen. Dit zijn 2.459 mensen (9,4%) meer dan bij de vorige census van 2000. De gemiddelde jaarlijkse groei komt daarmee uit op 1,24%, hetgeen lager is dan het landelijk jaarlijks gemiddelde over deze periode (2,04%). Vergeleken met de census van 1995 is het aantal mensen met 3.476 (13,8%) toegenomen.

De bevolkingsdichtheid van Bayog was ten tijde van de laatste census, met 28.707 inwoners op 356,4 km², 80,5 mensen per km².